# W43S
W43S（だぶりゅーよんさんえす）は、ソニー・エリクソン・モバイルコミュニケーションズ（現・ソニーモバイルコミュニケーションズ）によって開発された、KDDIおよび沖縄セルラー電話のauブランドのCDMA 1X WINの携帯電話である。

## 特徴
本機種の最大の特徴は、「あかり」と称する背面にある12個のLEDである。これは、受信メールや不在着信の件数を点灯数で知らせるもので、左上3つが不在着信、右上3つが不在Cメール着信、左下3つが不在お知らせ受信、右下3つが不在Eメール着信を表している。また、点灯パターンは「やわらか」「かろやか」「はなやか」の3つから選べるほか、W32Sと同様に付属、別売のStyle-Upパネルで外装を変えられる他、その「あかり」の形も変えられる。
また、本機種は2.7インチ、432×240ドットの「フルワイド液晶」という、これまでにないサイズ、解像度のメインディスプレイを採用している。これは、カシオ製端末などで採用されているワイドQVGA（240×400ドット）よりも大きく、縦横比はワイドテレビの16:9よりも細長い9:5である。また、同社の液晶テレビ「BRAVIA」に搭載されている高画質エンジンを携帯向けにした「RealityMAX」を搭載している。RealityMAXはW44S、NTTドコモ向けのSO903iにも搭載されている。
W32S・W41Sでディスプレイ側に内蔵されていたFeliCaチップは、本機種から他社の多くの端末と同様に、本体側に移された。

## 沿革
- 2006年6月7日 技術基準適合証明（TELEC）認証。
- 2006年6月23日 電気通信端末機器審査協会（JATE）認定。
- 2006年8月28日 KDDIから発表。
- 2006年9月14日 中国地区にて先行発売。
- 2006年9月15日 上記以外の残りの地区にて発売。

## 対応サービス
- PCサイトビューアー
- au LISTEN MOBILE SERVICE
- 着うたフル
- EZ着うた（ハイクオリティステレオ）
- EZナビウォーク（声de入力）
- EZ・FM
- EZ FeliCa
- Hello Messenger
- 赤外線通信
- EZアプリ (BREW)
- 安心ナビ
- ペア機能
- GLOBAL EXPERT
- メモリースティックオーディオ (ATRAC3/ATRAC3plus)

## 不具合
2006年9月28日に以下の不具合の修正がケータイアップデートにより行われた。
- W43S以外のメモリースティック Duo対応機種で受信したEメールをMS Duoに保存し、W43SでMS Duo内のEメール受信ボックスにアクセスすると、以下の事象が発生する
  - Eメール受信ボックス内のメールが重複して表示される
  - MS Duo内のEメール受信ボックスにアクセスすると「読込中」表示のままとなる
- メールやメモ帳等のご利用時に編集中の文字列のコピーや切り取りを行った場合、以下の事象が発生する場合がある
  - 切り取りを行うと電源がリセットする場合がある
  - コピーした文字列が貼付できない場合がある

2006年12月13日に以下の不具合の修正がケータイアップデートにより行われた。
- キー・レスポンスが悪化する/EZアプリメニューの表示切替を保存できなくなる場合がある
- Eメールの添付ファイルが自動受信できなくなる場合がある
- EZサービスの初期設定に失敗し、Eメールを受信できない場合がある

2008年3月25日に以下の不具合の修正がケータイアップデートにより行われた。
- 特定の操作を行うとEメール送信履歴が消去される場合がある
- 電子書籍ファイル再生時に電源がリセットする場合がある
- EZwebにて着うたのストリーミング再生を行った場合、タイトルが表示されない場合がある